# Elaphe quadrivirgata
Elaphe quadrivirgata är en ormart som beskrevs av Boie,1826. Elaphe quadrivirgata ingår i släktet Elaphe och familjen snokar. Inga underarter finns listade i Catalogue of Life.
Arten förekommer i östra Ryssland nära Stilla havet samt i Japan på öarna Hokkaido, Honshu, Kyushu och Shikoku. Den lever i låglandet och i kulliga områden upp till 350 meter över havet. Den sydligaste fyndplatsen ligger på ön Kuchino-shima. Habitatet utgörs av olika öppna landskap som jordbruksmark. Denna orm jagar små ryggradsdjur som groddjur och ödlor. Fortplantningen sker under sommaren och per tillfälle läggs 4 till 16 ägg.
I några regioner kan landskapsförändringar ha negativ påverkan. På ön Kurashir faller ett fåtal individer offer för flodillern som blev introducerad där. Hela populationen anses vara stabil. IUCN listar Elaphe quadrivirgata som livskraftig (LC).